# Geris Spil
Geris Spil (originaltitel: Geri's Game), er en animeret kortfilm fra 1997 lavet af Pixar, som vandt en Oscar for bedste animerede kortfilm i 1998. Filmen blev skrevet af Jan Pinkava.

## Handling
Historien finder sted i en mennesketom park om efteråret. Hovedpersonen spiller skak mod sig selv og "bliver" hver af de to spillere på skift ved at gå til den anden side af skakbrættet og ændre personlighed ved at tage sine briller af eller på. Som spillet skrider frem, ser det ud til, at der er to mennesker, der spiller. Sorte Geri (uden briller) får efterhånden taget alle hvide Geris brikker undtaget konge. Men hvide Geri snyder sorte Geri ved at lade, som om han får et hjerteanfald, og i forvirringen vender han brættet om, sådan at han står til at vinde. Sorte Geri, der nu er den, der kun har kongen tilbage, opgiver og giver hvide Geri sit gebis som gevinst. Hvide Geri putter gebisset i munden, og kameraet skifter vinkel, så det nu er tydeligt, at der kun er en Geri.

## Baggrund
Kortfilmen er den første Pixar-produktion med et menneske i hovedrollen. Filmen bliver lavet for at forbedre animering af mennesker og tøj.

## Statistrolle
Geri havde en statistrolle et år efter, Toy Story 2. Hans stemme blev spillet af Jonathan Harris.

## Awards
- 1998 Academy Award-USA-Bedste Animerede Kortfilm
- 1998-Anima Mundi Animation Festival Bedste Film-x2
- 1998 Annecy International Festival of Animated Film-Jan Pinkava
- Annie-1998-Awards fremragende præstation i Animerede Kortfilm
- 1998-Florida Film Festival, Bedste Kortfilm
- 1998-World Animation Celebration Best CGI-3D Professional, Jan Pinkava
- 1998-World Zagreb dukkefilmfestival, Internetfavoritter

## Eksterne Henvisninger
- Geris Spil på Internet Movie Database (engelsk)
- Geris Spil på Filmdatabasen
- Geris Spil på AlloCiné (fransk)
- Geris Spil på Turner Classic Movies (engelsk)
- Geris Spil på The Movie Database (engelsk)
- Geris Spil på Rotten Tomatoes (engelsk)
- Geris Spil på Filmaffinity (engelsk)
- Geris Spil hos The Big Cartoon DataBase (engelsk)